# Parachernes pulchellus
Espèce
Synonymes
- Chelanops pulchellus Banks, 1908
- Parachernes corticis Muchmore & Alteri, 1969

Parachernes pulchellus est une espèce de pseudoscorpions de la famille des Chernetidae.

## Distribution
Cette espèce se rencontre aux États-Unis au Texas et en Caroline du Nord et au Mexique.

## Description
L'holotype mesure 2,3 mm.

## Publication originale
- Banks, 1908 : The pseudoscorpions of Texas. Bulletin of the Wisconsin Natural History Society, vol. 6, p. 39-42 (texte intégral).